# Торрес, Кармело
Карме́ло То́ррес (англ. Carmelo Torres; род. Лос-Анджелес, штат Калифорния, США) — американский музыкант, певец, автор песен, участник группы Del Castillo.
Кармело Торрес родился в Лос-Анджелесе в семье известного ударника Бобби Торреса и знаменитой танцовщицы/хореографа Джулианны Стайтс. Он начал танцевать и играть на различных музыкальных инструментах в возрасте 6 лет. Воспитание в музыкальной семье подарило ему возможность стать, как он сам говорит, «мульти-инстументалистом».
Со временем Кармело переехал в Портленд (Орегон), где продолжил развивать свои навыки в музыке и танце. В конце 90х он перебрался в город Остин (Техас) и начал карьеру ударника/перкуссиониста, также стал писать песни. Кармело Торрес выступал в составе различных популярных музыкальных групп Остина, прежде чем официально присоединиться к группе Del Castillo в конце 2006.
В группе Del Castillo Кармело играет на ударных музыкальных инструментах, а также выступает как бэк-вокалист.